# NGC 4565
NGC 4565 (také známá jako Jehlová galaxie, Slaneček, nebo Caldwell 38) je spirální galaxie v souhvězdí Vlasů Bereniky vzdálená přibližně 40 milionů světelných let. Objevil ji britský astronom William Herschel v roce 1785. 

## Pozorování
Tato galaxie s hodnotou magnitudy 10 leží kolmo k rovině Mléčné dráhy, takže se na obloze nachází blízko severního galaktického pólu (podobně jako se Polárka nachází nad severním zeměpisným pólem). Název Jehlová galaxie pochází z jejího úzkého tvaru,
který je způsobený jejím natočením vůči naší Galaxii, takže se na ni díváme v rovině jejího galaktického disku. Je to jeden z nejznámějších příkladů galaxií, na které se díváme takto z boku. 
Na obloze se nachází v severní části souhvězdí, 3° jihovýchodně od hvězdy Gama Comae Berenices (γ Com) s magnitudou 4,4. Je viditelná i v menších dalekohledech amatérských astronomů, takže bývá označována jako vynikající nebeské dílo, které Charles Messier přehlédl a nezařadil do svého katalogu.

## Vlastnosti
NGC 4565 je obří spirální galaxie, která září více než Galaxie v Andromedě
a kdyby k nám byla natočena čelem, mohla by to být nejpůsobivější galaxie svého druhu v blízkém vesmíru.
V literatuře se nachází mnoho dohadů o podstatě její centrální výduti. Pouze na základě fotometrických dat nelze přesně určit její typ, protože chybí jednoznačné dynamické údaje o pohybu hvězd ve výduti. Nicméně její exponenciální tvar naznačuje, že jde o spirální galaxii s příčkou.
Následně provedené studie s pomocí Spitzerova vesmírného dalekohledu přítomnost galaktické příčky nejenom potvrdily, ale ukázaly v ní i pseudovýduť a také vnitřní prstenec.
V galaxii se nachází zhruba 240 kulových hvězdokup, tedy více než v Mléčné dráze.

## Sousední galaxie
NGC 4565 je nejjasnějším členem skupiny galaxií NGC 4565, do které patří i NGC 4494 a několik slabších galaxií.
Má přinejmenším dvě satelitní galaxie a jedna z nich je centrální galaxií ovlivňována.

## Galerie obrázků

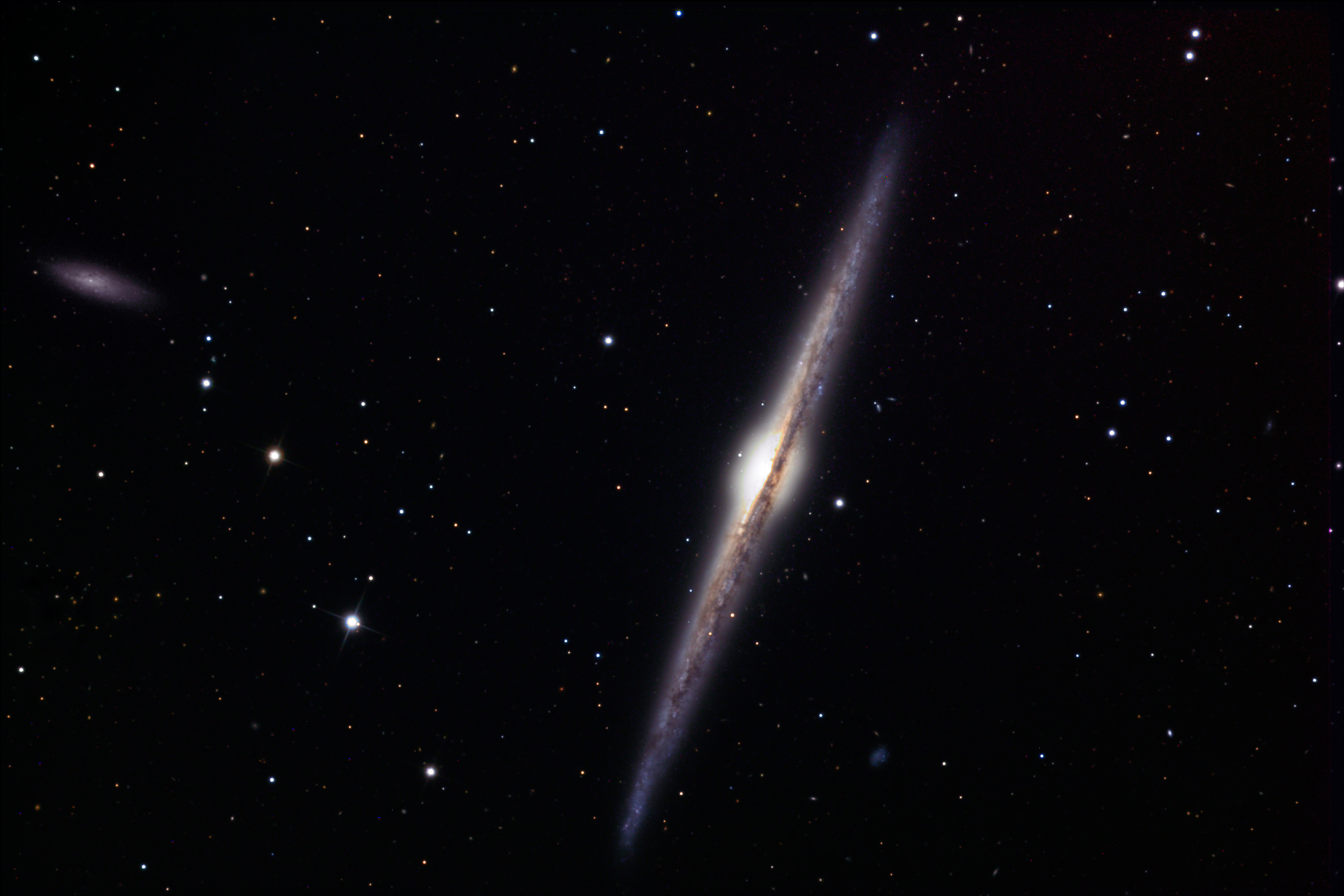
NGC 4565 a mnohem menší NGC 4562. 24palcový dalekohled na hoře Mt. Lemmon, AZ.
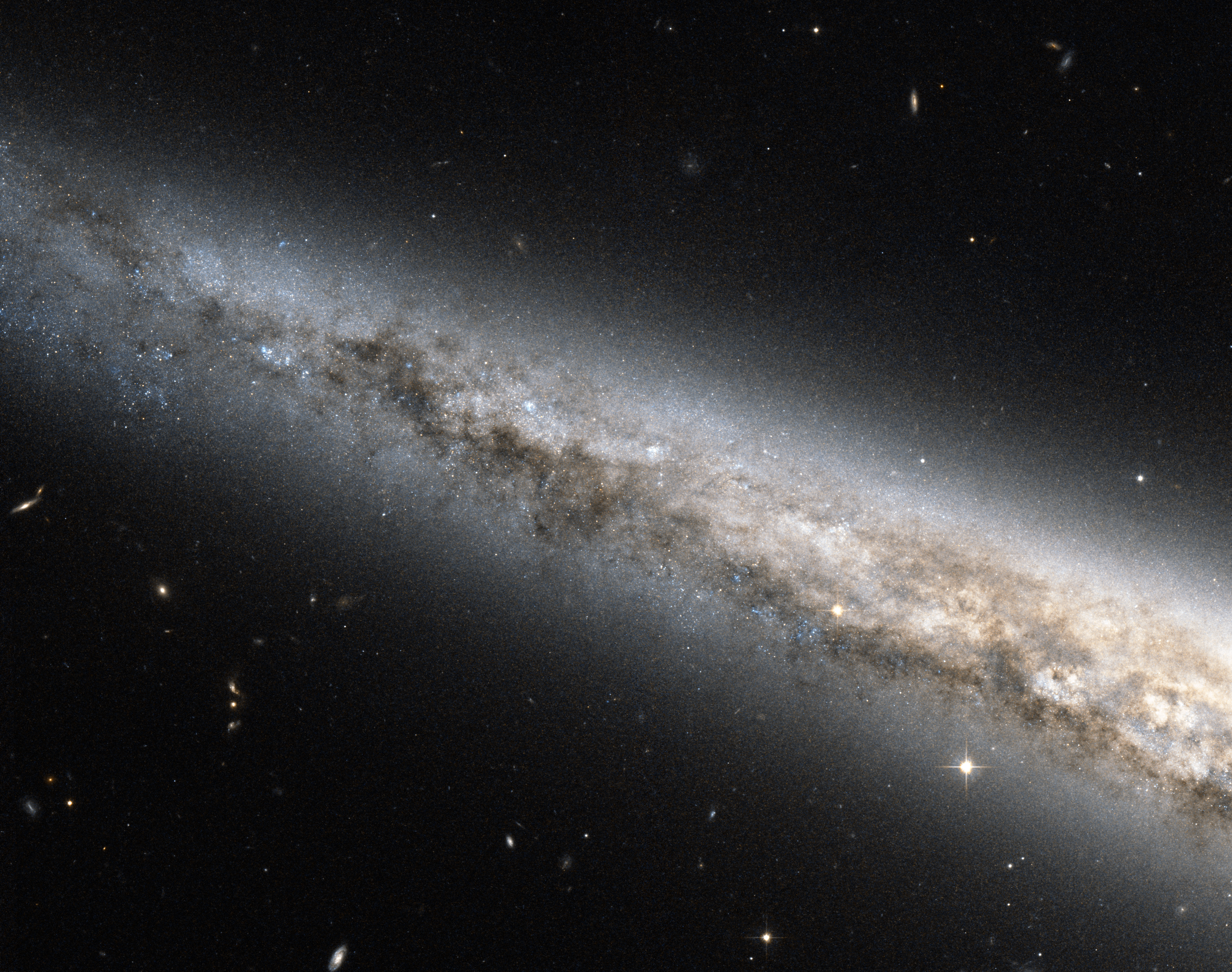
Podrobný pohled na část disku spirální galaxie NGC 4565 na snímku z Hubbleova vesmírného dalekohledu.